# Longitud hocico cloaca
La longitud hocico-cloaca (LHC), también llamada longitud rostro-cloaca (LRC), es una medida morfométrica utilizada en la herpetología para indicar el tamaño de una especie. Es la distancia en línea recta desde la punta del hocico hasta el margen posterior de la cloaca. La longitud hocico-cloaca se mide en los anfibios, lepidosaurios y cocodrilos; en las tortugas en su lugar se toma la longitud del caparazón (LC) y la longitud del plastrón (LP). La longitud hocico-cloaca es particularmente importante en el estudio de los escamosos debido a que varias especies poseen autotomía de la cola. Esta medida se toma en especímenes pequeños con un calibre, y especímenes grandes con una cinta métrica o un hilo (que posteriormente será medido). 